# Springhill (Nova Scotia)
Springhill ist eine Stadt mit 3941 Einwohnern in der kanadischen Provinz Nova Scotia im Cumberland County. 

## Geschichte
In frühen Aufzeichnungen wurde die Stadt "Springhill Mines" genannt. Kohleabbau führte zu Gründung und trug bis in die 1960er Jahre auch zum Wachstum der Stadt bei. Springhill wurde 1889 gegründet und hatte 1896 eine Bevölkerung von 4901. Die Stadt ist für den Springhill Bergbau-Unfall und das Elternhaus der Country-Sängerin Anne Murray bekannt. Das Anne Murray Center ist eine lokale Touristenattraktion.

## Geografie
Die Stadt liegt auf dem nordwestlichen Rand der Cobequid-Hügel auf halbem Wege zwischen dem Minas-Becken und der Northumberlandstraße auf einer Höhe von 140 bis 185 Metern über dem Meeresspiegel. Im Bereich der südlichen Seite des Cumberland-Steinkohlenbeckens gelegen, treffen sich hier sechs Kohleflöze, die durch Schichten aus Sandstein und Schiefer von 11 bis 110 Metern getrennt sind. Diese Schichten lagen ursprünglich horizontal, wurden aber durch Erdbewegungen angehoben und treten jetzt an die Oberfläche, von wo aus sie nach Nordwesten mit etwa fünfunddreißig Grad abfallen.

## Kohle in Springhill
Die Stadt ist für ihre Kohlegruben weithin bekannt, die von den 1870ern bis 1958 in Betrieb waren. Es gab Zeiten, in denen die Bewohner Kohle aus ihren Hinterhöfen abbauten. Überall gab es flache Gruben. Ständig kam es zu Unfällen, verursacht durch den Einsturz alter Stollen. Einige Strecken lagen eine Meile unter Tage und bildeten damit die tiefsten Kohlegruben der Welt. In Springhill kam es zu drei verheerenden Bergbauunfällen. Der dritte und letzte führte zum Ende des Bergbaus in der Region, jedoch überdauerten kleinere Betriebe bis in die 1970er Jahre. Im Springhill Miners Museum werden Besucher von ehemaligen Bergleuten in einige der Stollen geführt. Anschaulich werden das Arbeiten und die Gefahren der Mine geschildert.
Siehe auch: Liste von Unglücken im Bergbau

## Springhill nach der Kohle
Das plötzliche Ende der Kohleabbaus bedeutete eine unglaubliche ökonomische Herausforderung für die Stadt. Die geschlossenen Gruben werden nun seit Ende der achtziger Jahre zur Gewinnung geothermischer Energie genutzt. Sie haben sich mit Grundwasser gefüllt, dessen durchschnittliche Temperatur 18 °C beträgt. Zur Unterstützung der Wirtschaft errichtete der Staat ein Gefängnis. Daneben besitzen die Unternehmen Surrette Battery, Benjamin Heating Products und Christian Child Care International wirtschaftliche Bedeutung.